# 乔华三世
乔华三世（Keo Fa III，1674年—1731年）或巴龙列密提巴代（Barom Ramadhipati），柬埔寨黑暗時期的一位國王。曾兩度在位：1700年-1701年，1710年-1722年，1729年-1730年。本名安恩（អង្គឥម，Ang Em），越南史料稱之為匿螉淹。
安恩是柬埔寨副王安南二世之子。1699年，吉·哲塔四世舉兵反抗越南阮主統治，被阮有鏡率兵驅逐。安恩被立為國王。1701年，吉·哲塔四世投降，被越南人重新立為國王。安恩被廢黜，並娶吉·哲塔四世之女為妻。
1702年，吉·哲塔四世已年老的緣故，傳位給兒子托摩列谢三世。1705年，托摩列谢三世懷疑安恩謀反，在暹羅軍隊的支持下驅逐了他。安恩逃往嘉定（今胡志明市），向阮主求救。阮福淍派阮久雲擊敗暹羅軍隊，送安恩回到洛韦（越南史料稱羅碧）。
1714年，在暹羅的幫助下，托摩列谢三世再度出兵，攻陷洛韦，包圍安恩。阮福淍派陳上川、阮久富出兵，將吉·哲塔四世和托摩列谢三世父子二人包圍在洛韦城中。父子二人畏懼，出奔暹羅。陳上川便立安恩為柬埔寨國王。1722年，安恩讓位給兒子萨达二世。